# North Pond
Le North Pond est un étang dans l'État américain de Caroline du Nord. Il est situé sur Pea Island, dans le comté de Dare, et est protégé dans le refuge faunique national de Pea Island. Le North Pond Wildlife Trail en longe le sud sur près d'un kilomètre.